# Feo-hifomicose

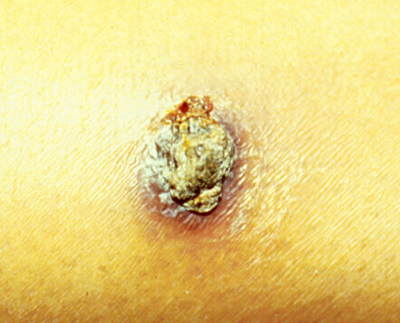
Quisto cutâneo pigmentado causado por Exophiala spinifera.

Feo-hifomicose é qualquer infecção fúngica causada pela formação de hifas ou pseudo-hifas negras (fungos melanizados), pertencentes à família dematiacea. Pode se manifestar de forma cutânea, subcutânea ou disseminada, formando quistos, e pode afetar também pacientes com boa imunidade, sendo especialmente comum em pacientes imunodeprimidos por medicamentos usados no transplante de órgão. 

## Causas
A feo-hifomicose geralmente é causada pelos fungos Exophiala (E. jeanselmei, E. moniliae, E.spinifera), Alternaria (A. alternata e A. tenuiissima), Phialophora (P. richardisiae e P. verrucosa), Bipolaris australiensis, Curvularia lunata ou Phaeoacremonium spp. Esses fungos são amplamente encontrados no ambiente e penetram por feridas causadas por espinhos, picadas ou cortes, principalmente quando entram em contato com plantas ou terra. Além de infectar humanos, também infectam diversos outros animais. Também pode causar feo-hifomicose pulmonar, disseminada e fungemia quando esporos de dematiaceas são inalados por pessoas imunodeprimidas.  

## Tratamento
Extração cirúrgica dos nódulos ou quistos e itraconazol, fluorocitocina ou fluconazol por via oral durante 6 a 12 meses.  Não se recomenda usar cetonazol nem anfotericina B porque apesar de boa resposta in vitro, alguns Exophiala possuem resistência in vivo, e causam danos renais em sua forma mais usual. O tratamento mais recomendado é itraconazol mais extirpação cirúrgica.